# Acalolepta masatakai
Acalolepta masatakai là một loài bọ cánh cứng trong họ Cerambycidae.